# 小庫尼涅齊
49°58′16″N 25°41′54″E / 49.97111°N 25.69833°E
小庫尼涅齊（烏克蘭語：Малий Кунинець），是烏克蘭的村落，位於該國西部捷爾諾波爾州，由克列梅涅茨區負責管轄，面積1.19平方公里，2001年人口245，人口密度每平方公里205.2人。